# Band-Maid
Le Band-Maid, inizialmente note come BAND-MAID®, sono un gruppo musicale hard rock giapponese, formatosi nel luglio 2013. Il gruppo è composto da cinque musiciste il cui abbigliamento di scena è ispirato alle cameriere dei maid café giapponesi, i cui concerti sono chiamati "servizi" e gli spettatori "padroni" e "principesse". La musica della band contrasta con il loro aspetto docile e remissivo ed è invece molto aggressiva, rientrando, secondo alcuni critici, nel revival dell'heavy metal giapponese seguito al successo internazionale del gruppo Babymetal. Le loro canzoni sono state paragonate a quelle di artisti quali Mr. Big, Guns N' Roses, Van Halen, Halestorm e Skunk Anansie.
Le Band-Maid hanno pubblicato 5 album e da World Domination del 2018 entrano nella top ten della classifica giapponese, con ottime recensioni a livello internazionale. Il gruppo è abbastanza conosciuto fuori dal Giappone e ha intrapreso nei cinque anni di attività tre tour in America ed Europa.

## Storia

### Origini eMaid in Japan(2013-2015)

Wikipe-tan, la mascotte del progetto anime e manga su Wikipedia è un soggetto kawaii vestita come una maid.

L'idea di formare un gruppo che avesse come tema e aspetto quello delle cameriere dei maid café di Akihabara, Tokyo è venuta a Miku Kobato, mentre militava ancora nel gruppo idol minore Lil Cumin (リル・クミン), di cui ha fatto parte dal 2011 al 2013. Kobato aveva lavorato per tre anni come cameriera in uno di quei locali e pensava di combinare l'aspetto aggraziato e un apparente atteggiamento docile in puro stile kawaii delle musiciste in divisa con musica rock suonata dal vivo, per creare un contrasto che avesse impatto sul pubblico. Un'idea simile, con l'introduzione dell'estetica kawaii e del concetto di idol alla musica heavy metal, era stata realizzata con straordinario riscontro di pubblico e successo internazionale dal gruppo giapponese Babymetal pochi anni prima.
Nel 2013 Kobato, agendo con la direzione dell'importante agenzia di talenti Platinum Passport, iniziò a cercare membri per il gruppo e notò un video su internet della chitarrista e compositrice Kanami Tōno, che contattò per far partire il progetto Band-Maid. Tōno e Kobato girarono dei video in costume da cameriere suonando cover di canzoni rock e li sottoposero alla batterista Akane Hirose, che aveva spesso accompagnato Tōno nelle sue esibizioni da cantautrice solista; Hirose a sua volta portò nella band la bassista Misa, sua compagna alla Tokyo School of Music Shibuya. Tutte le musiciste lavoravano part time in altri settori, studiavano o avevano fatto parte di gruppi disciolti e colsero subito l'opportunità di un lavoro da professioniste, superando la diffidenza per doversi esibire vestite da cameriere. Le Band-Maid hanno debuttato in concerto il 24 luglio 2013 a un'audizione per le nuove band della Platinum Passport con Kobato voce solista, sebbene studiasse canto solo da un anno. Si decise quindi di reclutare un'altra cantante con una tonalità di voce diversa per avere una maggiore varietà di suoni, andando a cercarla tra le iscritte alla stessa agenzia di talenti di Kobato, che si assunse anche il ruolo di chitarrista ritmica e iniziò a studiare chitarra. Saiki Atsumi, con un curriculum da cantante teatrale e solista ma alla sua prima esperienza in una band, fu scelta dopo un'audizione e si è esibita per la prima volta con le Band-Maid al P Festival allo Shibuya-AX il 22 agosto 2013.
La band ha iniziato a muovere i primi passi suonando nei club dell'area di Tokyo come gruppo d'apertura per formazioni J-pop e idol mentre registrava il suo primo disco. Il loro mini-album di debutto Maid in Japan è uscito l'8 gennaio 2014 per l'etichetta giapponese Gump Records, emanazione della stessa compagnia di management Platinum Passport. Il disco contiene otto canzoni scritte dagli autori Masahiko Fukui e Kentaro Akutsu e arrangiate in collaborazione con la band. Al mini-album è seguito nell'agosto 2014 il maxi-singolo "Ai to Jōnetsu no Matador" (愛と情熱のマタドール).
Per il resto del 2014 e nel 2015 le Band-Maid si sono esibite nei club, spesso come supporto per altri artisti della scuderia Passport. Tra le collaborazioni è da citare quella con il gruppo idol Predia, che le strumentiste delle Band-Maid hanno accompagnato in diversi spettacoli live. Tōno e Hirose hanno anche inciso un disco con alcuni membri delle Predia nel progetto Mochi tochi ̄zu (もちとちーず). Il 24 novembre 2014 le Band-Maid si sono esibite in un set acustico per il sito giapponese della compagnia Engadget, apparendo per la prima volta in video su internet. Nel frattempo, le musiciste lavoravano su nuove canzoni e inauguravano la loro collaborazione con la compagnia tecnico-artistica Being inc., che ha fornito l'appoggio di alcuni dei suoi migliori autori e tecnici per i successivi tre dischi.

### New Beginninge passaggio al mainstream (2016)
Il loro secondo mini-album New Beginning, contenente nove canzoni, è uscito il 18 novembre 2015 e ha ricevuto buone recensioni da parte della critica nipponica e internazionale. I video prodotti per le canzoni "Thrill" e "Real Existence" tratte dal mini-album sono stati i primi a diffondere la loro immagine e la loro musica sui social media e su YouTube, diventando un successo con più di 8 milioni di visualizzazioni ciascuno. La diffusione della loro musica attraverso radio e siti specializzati in musica giapponese ha inoltre contribuito notevolmente a farle conoscere negli Stati Uniti. Malgrado la crescente popolarità delle Band-Maid all'estero, New Beginning ha raggiunto in patria solo la 64ª posizione nella classifica degli album giapponesi Oricon. La band ha intrapreso un tour nel distretto di Tokyo per promuovere l'album, culminato in un concerto tutto esaurito il 14 febbraio 2016. A marzo 2016 si sono esibite per la prima volta all'estero, al Sakura-Con di Seattle, Washington.
Una svolta per la carriera delle Band-Maid si è avuta nel 2016, quando hanno firmato un contratto con la sotto-etichetta Crown Stones della major discografica Nippon Crown, con distribuzione internazionale tramite la britannica JPU Records. Con la nuova casa discografica hanno prodotto il loro terzo mini-album intitolato Brand New Maid, uscito il 18 maggio 2016 e dove compare "Alone", la prima canzone interamente composta e arrangiata dalla band. La migliore promozione, con apparizioni in radio e TV e tre nuovi video, ha aumentato considerevolmente la popolarità del gruppo e ha spinto il mini-album fino alla posizione numero 19 nella classifica Oricon giapponese. Durante l'anno le Band-Maid hanno intrapreso il loro primo tour nazionale, comprendente per la prima volta alcuni festival estivi, e hanno suonato anche a Hong Kong, in Messico e in Europa come ospiti di convention dedicate a fumetto e cosplay. In Italia si sono esibite alla fiera Lucca Comics & Games il 30 ottobre 2016. A novembre 2016, le Band-Maid si sono esibite e sono state premiate come "Japan Next Generation" davanti ad 8000 spettatori ai Roll of Honour Awards della rivista Classic Rock, tenutasi nello stadio Ryōgoku Kokugikan di Tokyo.

### Just Bring It(2017)
In contemporanea con il loro tour le musiciste lavoravano alla composizione, arrangiamento e registrazione delle canzoni del loro primo album vero e proprio. Preceduto dal singolo "YOLO", l'album Just Bring It è stato pubblicato l'11 gennaio 2017 e contiene tredici brani di cui nove composti e arrangiati dalla band. La critica musicale ha accolto favorevolmente Just Bring It, con qualche contestazione sull'approccio sonoro che rischia di appiattire le caratteristiche delle canzoni e renderle indistinguibili. L'album è salito fino al numero 16 nella classifica Oricon giapponese.
Un tour nei club e in piccole arene di tutto il paese ha fatto registrare il tutto esaurito ed è stato seguito da apparizioni ad importanti festival, come il Golden Melody Awards & Festival 2017 a Taiwan dal 23 al 24 giugno e il Summer Sonic Festival in Giappone e a Shanghai in Cina in agosto. Il tour di concerti ha toccato anche l'Europa, con date a Londra, Parigi, Barcellona e in Germania, per concludersi con un tutto esaurito all'arena Studio Coast di Shin-kiba il 24 novembre 2017. Nel novembre 2017 è uscita anche la cover suonata dalle Band-Maid della canzone "Honey" della band giapponese Mucc, contenuta nella raccolta Tribute of Mucc -En-.

### World Domination(2018)
Già da marzo 2017 la band era al lavoro su nuove canzoni, alternando le sedute di registrazione con le date del tour nazionale e mondiale. Il primo prodotto di queste nuove sessioni di registrazione è stato il maxi singolo "Daydreaming / Choose Me", rilasciato il 19 luglio 2017. Un'altra canzone registrata nelle nuove sessioni, "One and Only", è stata scelta per i titoli di coda del film horror Kuruibana (狂い華) del regista Noriko Yuasa, uscito nelle sale il 14 ottobre 2017. La canzone "Carry On Living" invece è stata usata come tema finale dell'anime Quiz Tokiko-san da gennaio 2018.
Per il nuovo album intitolato World Domination la band ha scelto il tema della conquista, adattando ad esso la musica, i testi e la grafica che risultano avere un tono più aggressivo e oscuro rispetto ai lavori precedenti. L'album contiene 14 brani composti ed arrangiati dalla band ed è uscito il 14 febbraio 2018, in contemporanea con la ristampa del mini-album d'esordio Maid in Japan. Quest'ultimo, a differenza del 2014, è entrato in classifica, arrivando alla posizione numero 29. World Domination ha ricevuto ottime critiche, che sottolineano i progressi realizzati in così poco tempo come strumentiste e nella composizione delle canzoni. La loro popolarità crescente, raggiunta grazie anche a campagne pubblicitarie mirate e apparizioni TV, ha fatto sì che il disco divenisse il maggior successo delle Band-Maid, avendo raggiunto la posizione numero nove nella classifica Oricon giapponese ad una settimana dall'uscita.
Il 1º aprile 2018, si sono esibite al Warped Tour al Makuhari Messe, primo appuntamento del tour mondiale. Nello stesso giorno, come pesce d'aprile per i loro fans, hanno pubblicato il video di "Secret Maiko Lips", dove interpretano la canzone "Secret My Lips" in dialetto di Kyoto, con strumenti tradizionali e in costume da geisha, modificando il nome del gruppo in Band-Maiko. L'anno successivo hanno pubblicato un EP intitolato Band Maiko con altre canzoni riarrangiate e l'originale "Gion-Cho".
Il World Domination Tour è partito ufficialmente il 4 aprile 2018 da Nagoya, registrando il tutto esaurito in molte location. Oltre a partecipare a diversi grandi festival musicali estivi, la band ha suonato in Svizzera, Messico, Singapore, Malaysia, Indonesia, Finlandia, Olanda, Francia, Inghilterra e Germania. In California hanno tenuto due concerti a novembre registrando il tutto esaurito.
In una pausa del tour le Band-Maid hanno registrato il maxi-singolo "Start Over", che è stato rilasciato il 25 luglio 2018, raggiungendo la 16ª posizione nella classifica giapponese.
Nello stesso periodo le Band-Maid hanno appositamente composto come sigla finale per l'anime Yu-Gi-Oh! VRAINS la canzone "Glory", il cui video in versione integrale è stato diffuso sul canale YouTube del gruppo dal 2 novembre. Sempre in novembre la band è stata contattata per realizzare la sigla della nuova serie TV Perfect Crime (パーフェクトクライム), tratta dall'omonimo manga di Arata Miyatsuki e Yuya Kanzaki, e in uscita su TV Asahi dal 19 gennaio 2019. Le Band-Maid hanno composto "Bubble" ispirandosi alla storia del manga. I singoli di "Glory" e "Bubble" sono stati pubblicati contemporaneamente il 16 gennaio 2019.
Il World Domination Tour si è concluso con un doppio show l'11 e il 12 gennaio 2019 allo Studio Coast di Shin-kiba, con un pubblico di più di 4000 spettatori. Durante l'estate la band ha intrapreso dei brevi tour in Europa e negli Stati Uniti e partecipato ad alcuni festival in Giappone, mentre registrava canzoni per un nuovo album.

### Conquerore la pandemia
A differenza degli album precedenti, questa volta le canzoni sono state composte e registrate in arco di tempo di due anni e comprendono i singoli usciti nel frattempo ("Glory" e "Bubble") e un pezzo riarrangiato dalle session di World Domination ("Rinne", 輪廻). Preceduto dal singolo "Endless Story", il nuovo album Conqueror è uscito l'11 dicembre 2019 e presenta una maggiore varietà di suoni rispetto al passato, dando maggiore spazio a influenze pop e prog e a brani più soft. La canzone "The Dragon Cries" ha un testo in inglese ed è co-prodotta da Tony Visconti, noto collaboratore di David Bowie e T. Rex, che ha registrato a New York le voci della due cantanti nel settembre 2019. L'album ha raggiunto il nono posto nella classifica giapponese Oricon vendendo in totale un numero di copie superiore a World Domination.
Dopo aver firmato un accordo con Live Nation Entertainment per la gestione dei concerti internazionali, la band ha pianificato per il 2020 la partecipazione a diversi festival rock negli Stati Uniti e un nuovo tour giapponese con inizio il 14 febbraio al Line Cube Shibuya di Tokyo e conclusione al prestigioso Nippon Budokan un anno dopo. La performance del 14 febbraio è stata filmata e pubblicata nel primo blu-ray dal vivo delle Band-Maid. Purtroppo l'esplosione dell'epidemia di COVID-19 in Giappone ha causato la cancellazione di tutti gli spettacoli dal vivo e ha fatto saltare tutti i programmi della band, i cui membri hanno passato gran parte del resto dell'anno in isolamento, mantenendo il contatto con i propri fans tramite video messaggi e performance online senza pubblico.
L'unica pubblicazione del 2020 delle Band-Maid è stato il singolo "Different", uscito il 2 dicembre. Si tratta di una canzone registrata durante le sessioni di Conqueror come sigla iniziale dell'anime Log Horizon: Entaku hōkai, la cui messa in onda è stata differita al gennaio 2021. Questo singolo è stato l'ultimo prodotto pubblicato per l'etichetta discografica Nippon Crown, dopo che le Band-Maid avevano firmato con la major giapponese Pony Canyon.
Le circostanze legate all'isolamento per la pandemia hanno spinto le musiciste a perfezionare le loro abilità strumentali e a scrivere nuove canzoni, registrate come demo nelle proprie abitazioni e poi perfezionate in studio tra novembre e dicembre 2020. Le nuove composizioni sono raccolte nell'album Unseen World, uscito il 20 gennaio 2021.
I Band-Maid hanno fatto un'apparizione cameo nel film di Netflix del 2021 Kate, interpretando se stessi in una scena di concerto.

## Immagine

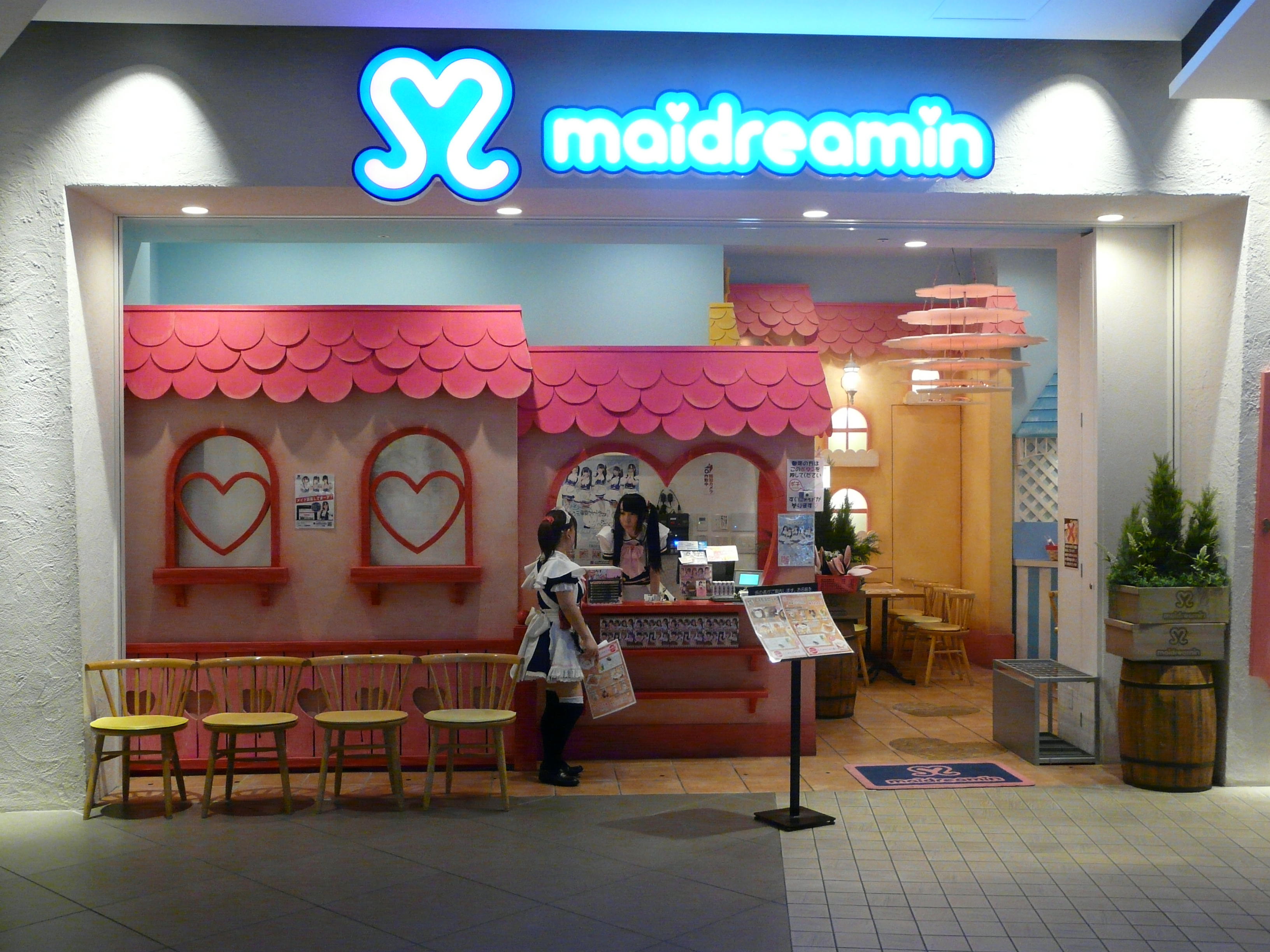
I maid café hanno iniziato la loro attività all'inizio degli anni 2000 e sono sempre più popolari in Giappone.

Le Band-Maid hanno adottato le divise da cameriere e il modo di rivolgersi agli spettatori chiamandoli "padroni" (goshujin-sama) e "principesse" (ōjo-sama) all'interno dei loro concerti chiamati "servizi" (okyuji), per distinguersi in un affollatissimo mercato musicale pieno di gruppi tematici ispirati a diversi aspetti della cultura giapponese, compresi manga e anime. L'immagine da graziose cameriere francesi, resa popolare dalla diffusione dei maid café di Tokyo e presente sulla cover del loro primo disco, è mutata rapidamente: Atsumi e Misa hanno presto rifiutato grembiule e cuffietta per un look più raffinato mentre gli altri membri del gruppo conservano, almeno in parte, i loro costumi originali. In particolare Kobato ci tiene a ribadire nelle interviste lo spirito dell'idea iniziale che, durante i concerti, è esemplificato soprattutto durante l'"Omajinai Time" dove la cantante intrattiene il pubblico da sola, 
camuffando la sua voce per apparire particolarmente carina (kawaii). Il repertorio include anche la chiamata "moe moe kyun", che viene utilizzata nel genere anime per esprimere dolcezza e quando si serve nei maid café. Tutti i critici hanno sottolineato come in realtà l'aspetto esteriore sia solo un "trucco" e le Band-Maid si distinguano da gruppi idol che hanno un look similare per il fatto di essere musiciste di talento che suonano i loro strumenti facendo musica rock.
Tuttavia, l'aspetto delle Band-Maid è stato criticato da diversi commentatori occidentali, che hanno definito il loro look "degradante", "rivolto ad un pubblico di otaku amanti delle donne sottomesse" ed "eccessivamente sexy" e stigmatizzato l'atteggiamento servizievole insito nel concept della band.

## Composizione e registrazione
Kanami Tōno ha esplicitamente dichiarato che le canzoni della band puntano ad avere un suono chiaramente distinguibile come hard rock e non heavy metal, con l'intento di essere il più possibile apprezzate anche all'estero. Anche se nei primi dischi le composizioni sono firmate da altri autori, è sempre stata la band a selezionare le canzoni più adatte al suono scelto, modificandole ed arrangiandole secondo il loro disegno. Per le canzoni prodotte all'interno del gruppo la chitarrista Tōno si è finora incaricata di predisporre riff e melodie, se non interi demo comprendenti anche le basi ritmiche, che la band poi ha scelto, modificato e arrangiato per arrivare al pezzo musicale completo su cui Kobato ha scritto i testi. La cantante Atsumi ha svolto il ruolo di produttore, indirizzando le scelte sonore dei brani e approvando gli arrangiamenti finali, oltre a contribuire ad alcuni testi. Per alcuni brani, soprattutto nei primi lavori, la band è stata affiancata per gli arrangiamenti da diversi collaboratori esterni. Kobato e Atsumi si sono occupate anche del missaggio dei dischi con i tecnici del suono.
Il singolo "Start Over" ha visto un metodo più collegiale nella costruzione del brano e un ritorno alle sonorità più semplici degli esordi, per favorire la partecipazione canora del pubblico. Da allora anche Hirose e Misa partecipano alla composizione iniziale delle demo dei brani, togliendo alla chitarrista Tōno un po' di responsabilità e pressione.

## Stile musicale e influenze

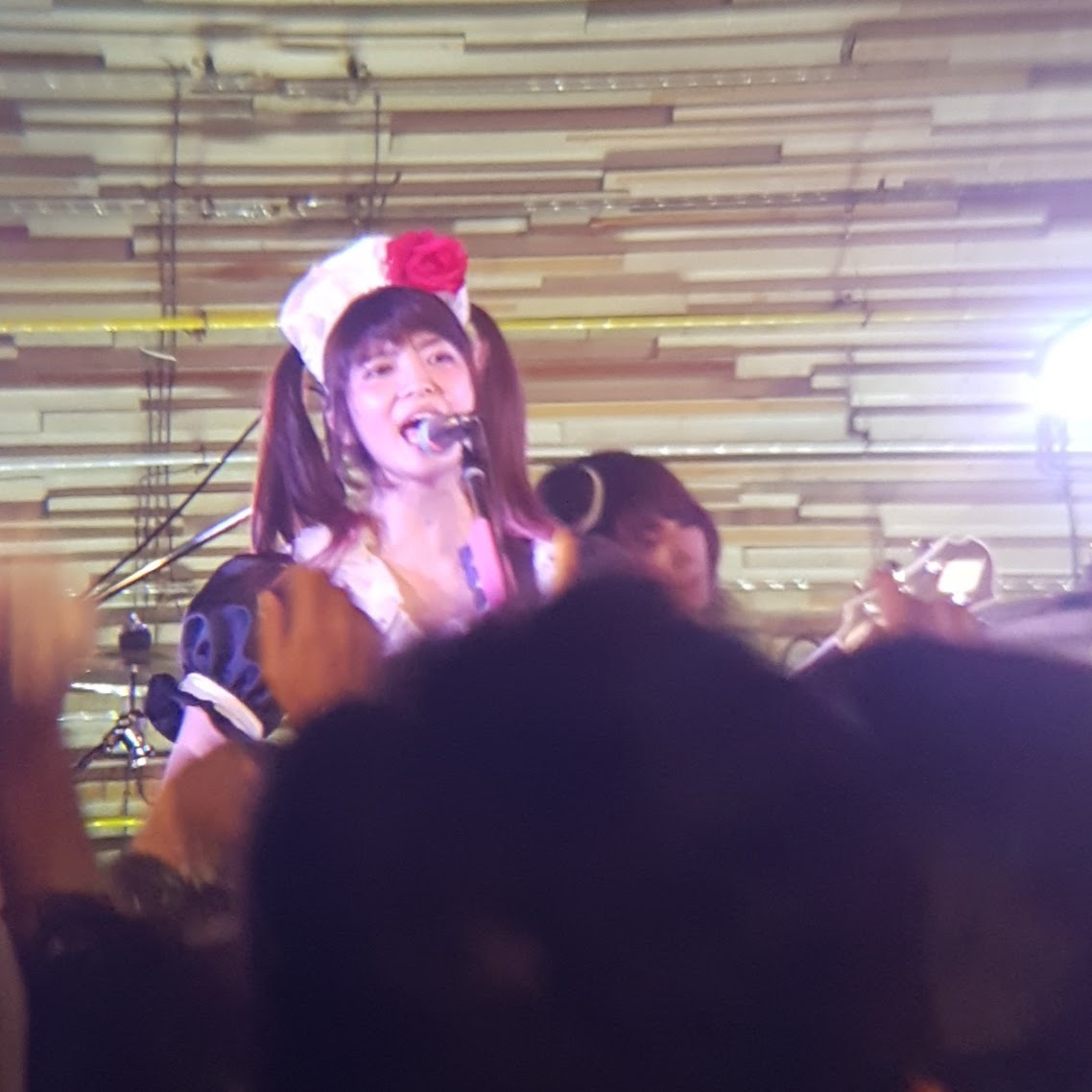
Miku Kobato è la fondatrice delle Band-Maid e l'autrice dei testi delle canzoni.

La musica delle Band-Maid è stata definita in modi diversi dai critici, che hanno comunque generalmente individuato nelle loro composizioni i famigliari riff e accordi basati sul blues dell'hard rock occidentale, uniti a influenze di alternative metal e all’orecchiabilità del J-pop. Alcuni commentatori hanno inquadrato il gruppo all’interno del cosiddetto "Girl metal band boom", che in Giappone ha messo in evidenza band come Aldious, Cyntia, Lovebites oltre alle suddette Babymetal. Associando le Band-Maid alle Babymetal e basandosi sulla loro immagine, altri critici le hanno definite come esponenti del cosiddetto kawaii metal. La loro musica è stata paragonata a quella di band occidentali come Mr. Big, Guns N' Roses, Halestorm, Lenny Kravitz, Disturbed, Skunk Anansie, Wolfmother e di gruppi giapponesi come Judy and Mary.
In realtà lo stile musicale delle Band-Maid è cambiato dal loro esordio discografico nel 2014, pubblicato meno di un anno dopo la loro formazione. In Maid in Japan le musiciste suonano canzoni scritte da altri e sperimentano diversi generi musicali e sonorità, svariando dal pop al rock. Un critico ha accomunato la musica di quel disco alle produzioni delle band femminili giapponesi Stereopony e Scandal. In seguito al successo della canzone "Thrill" pubblicata come lato B del loro primo maxi-singolo, il successivo New Beginning del 2015 presenta un suono decisamente più aggressivo e virato verso l'hard rock con influenze metal, pur mantenendo una forte impronta melodica. A giudizio dei membri della band quel disco ha rappresentato un punto di svolta, con l'adozione di una ben determinata sonorità che le Band-Maid hanno mantenuto anche nei lavori successivi, dove le composizioni sono diventate più complesse e articolate andando di pari passo con la sempre maggiore abilità delle musiciste.
I testi delle Band-Maid scritti da Kobato e da altri autori affrontano in generale temi romantici, passionali o di rivincita personale, con spesso al centro la figura della donna forte che lotta e supera le difficoltà. In World Domination Kobato ha scritto testi più aggressivi, tenendo conto del tema dell'album e della reazione che la band voleva stimolare nel pubblico dei loro spettacoli dal vivo. Tutti i testi sono in giapponese inframmezzati da parole o frasi in inglese, con l'eccezione delle canzoni "Don't Let Me Down" e "The Dragon Cries" scritte interamente in inglese.
Tōno, Hirose e Misa sono musiciste con molti anni di studio di diversi strumenti alle spalle, sono state membri di svariati gruppi musicali prima delle Band-Maid e hanno influenze musicali che vanno dal rock classico di Santana, Jimi Hendrix e Deep Purple, al rock alternativo di Blur e Smashing Pumpkins, al metalcore dei Maximum the Hormone. Le due cantanti hanno meno esperienza in campo artistico e si rifanno ad esempi di musica pop e tradizionale giapponese.

## Formazione
- Saiki Atsumi (厚見 彩姫) – voce
- Miku Kobato (小鳩 ミク) anche nota come Mika Noguchi (野口みか) – chitarra, voce
- Kanami Tōno (遠乃 歌波) – chitarra, cori
- Misa – basso
- Akane Hirose (廣瀬 茜) – batteria

## Discografia

### Album in studio
- 2014 – Maid in Japan
- 2015 – New Beginning
- 2016 – Brand New Maid
- 2017 – Just Bring It
- 2018 – World Domination
- 2019 – Conqueror
- 2021 – Unseen World
- 2024 – Epic Narratives

### EP
- 2019 – Band-Maiko
- 2022 – Unleash

### Singoli
- 2014 – Ai to Jōnetsu no Matador
- 2016 – YOLO
- 2017 – Daydreaming/Choose Me
- 2018 – Start Over
- 2019 – Glory
- 2019 – Bubble
- 2020 – Different
- 2021 – About Us
- 2021 – Sense
- 2024 – Protect You
- 2025 – Zen (Tema di apertura dell'anime televisivo "Zenshu")
- 2025 – Ready to Rock (Tema di apertura per l'anime televisivo "Rock Is a Lady's Modesty")